# Дебен (Бичурський район)
Дебен (рос. Дэбэн) — село Бичурського району, Бурятії Росії. Входить до складу Сільського поселення Топкинське.
Населення — 54 особи (2015 рік).